# Episodi di Víctor Ros (seconda stagione)
La seconda stagione della serie televisiva Víctor Ros è stata trasmessa in prima visione in Spagna da TVE dal 3 novembre al 22 dicembre 2016.
In Italia la stagione è stata intitolata Il furto dell'oro spagnolo. La messa in onda ha preso il via su Canale 5 il 4 giugno 2018 in fascia pomeridiana al ritmo di mezzo episodio al giorno; le trasmissioni si sono però interrotte dopo la prima settimana, per poi riprendere dal 25 luglio in fascia mattutina con la medesima cadenza e quindi interrompersi nuovamente. La messa in onda degli ultimi episodi avviene nel settembre 2019 su La 5, questa volta al ritmo di un episodio a settimana.
| nº | Titolo originale                   | Titolo italiano               | Prima TV Spagna  | Prima TV Italia         |
| -- | ---------------------------------- | ----------------------------- | ---------------- | ----------------------- |
| 1  | Ave del paraíso                    | La seconda vita di Victor Ros | 3 novembre 2016  | 4-5 giugno 2018         |
| 2  | Centauros de Sierra Morena         | La trappola                   | 10 novembre 2016 | 6-7 giugno 2018         |
| 3  | Hijos de un Dios extraño           | Omicidi in convento           | 17 novembre 2016 | 8 giugno-25 luglio 2018 |
| 4  | Hierro, fuego, veneno y calumnia   | Annunci di morte              | 24 novembre 2016 | 26-27 luglio 2018       |
| 5  | El misterio del Palacio de Linares | Il fantasma                   | 1º dicembre 2016 | 30-31 luglio 2018       |
| 6  | La taranta del inglés              | La battuta di caccia          | 8 dicembre 2016  | 1º-2 agosto 2018        |
| 7  | La habitación cerrada              | Sotto assedio                 | 15 dicembre 2016 | 14 settembre 2019       |
| 8  | El gran maestre                    | Il tradimento                 | 22 dicembre 2016 | 21 settembre 2019       |

## La seconda vita di Victor Ros
- Titolo originale: Ave del paraíso
- Diretto da: Daniel Calparsoro
- Scritto da: Agustin Martinez

### Trama
Madrid, 1898. Mentre si trovano in una gioielleria, Clara e Juanito vengono coinvolti in una strana rapina, dalle conseguenze tragiche.

## La trappola
- Titolo originale: Centauros de Sierra Morena
- Diretto da: Iñaki Peñafiel

### Trama
A Linares, Ros e Blázquez fanno la conoscenza dell'ambiguo sergente Marcos Giralda e si imbattono in una pista investigativa che porta la loro ricerca dell'oro rubato alla Banca di Spagna in un paesino della Sierra Morena infestato da un gruppo di banditi.

## Omicidi in convento
- Titolo originale: Hijos de un Dios extraño
- Diretto da: Iñaki Peñafiel

### Trama
La reliquia di una santa viene rubata dal monastero in cui era custodita. Nel corso delle indagini Ros cerca di ritrovare il bandito Estepeño e i suoi scagnozzi, convinto che la donna che aveva visto assieme a lui sia la sua vecchia amica Juana.

## Annunci di morte
- Titolo originale: Hierro, fuego, veneno y calumnia
- Diretto da: Belén Macías

### Trama
Un magistrato viene assassinato da una finta prostituta e sul quotidiano locale vengono preannunciate le morti di tre ex giudici. Juana, ripresasi dalle ferite, vorrebbe non avere più nulla a che fare con Ros e tornare alla sua vecchia vita, ma Estepeño mostra di non fidarsi più di lei.

## Il fantasma
- Titolo originale: El misterio del Palacio de Linares
- Diretto da: Belén Macías

### Trama
Nel corso di una notte tempestosa, nel palazzo di Linares una cameriera muore precipitando da una scala dopo essersi imbattuta nello spettro di una bambina. Nel frattempo Blázquez, Juana, Giralda e Estepeño sono tutti alla ricerca dello Zingaro.

## La battuta di caccia
- Titolo originale: La taranta del inglés
- Diretto da: Iñaki Peñafiel

### Trama
Un gentiluomo inglese proprietario di una miniera a Linares scompare nel nulla durante una battuta di caccia alla lepre. Scampato al massacro della sua banda, Estepeño si consegna alla Guardia Civil, fornendo informazioni sui piani di De La Rubia, ormai prossimo a trasferire l'oro.